# Luigi Bailo
Luigi Bailo (Treviso, 8 agosto 1835 – Treviso, 28 ottobre 1932) è stato un presbitero italiano, figura di spicco nell'ambiente culturale trevigiano della sua epoca.

## La vita

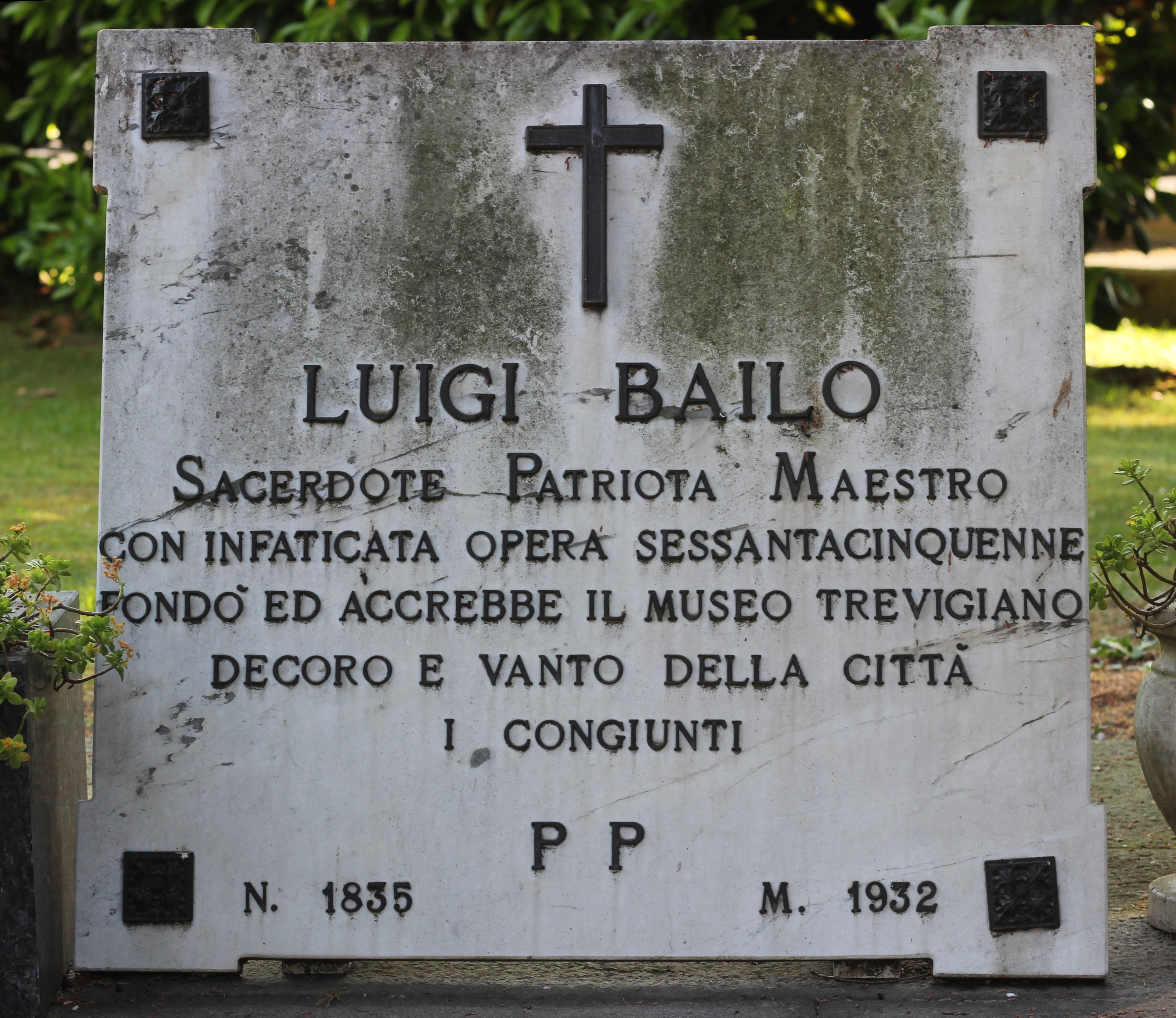
Tomba di Luigi Bailo nel cimitero di San Lazzaro a Treviso.

Ordinato prete nel 1858, Luigi Bailo si laureò all'Università di Padova diventando in seguito insegnante al Seminario di Treviso dal 1857 e professore di Lettere del Liceo-ginnasio cittadino dal 1864 fino al 1910.
Grazie al beneficio ecclesiastico di cui era titolare (era un abate secolare), Luigi Bailo poté dedicarsi allo studio, all'insegnamento e all'attività culturale in città, senza essere impegnato nella cura pastorale.
Descritto dai contemporanei come un uomo dal carattere sanguigno, era di estrazione popolare ed aveva idee apertamente liberali, che lo posero in contrasto con le gerarchie ecclesiastiche.
Fu insegnante di liceo di vasta erudizione e animatore dell'Ateneo trevigiano, oltre che instancabile pubblicista e polemista su svariati argomenti, specie politici e sociali. Punto di riferimento per la cultura trevigiana, è nominato come esempio di impegno civile vissuto con vivo spirito risorgimentale.
Fu inoltre direttore della Biblioteca comunale di Treviso dal 1878 alla morte.
Luigi Bailo fu il fondatore e il primo direttore del Museo Civico trevigiano, una sede del quale (il Museo Bailo appunto) è oggi intitolata al suo nome, e dell'Archivio storico comunale.
Morì a Treviso il 28 ottobre 1932. È sepolto nel cimitero di San Lazzaro a Treviso, accanto al pittore Luigi Serena.

## L'impegno per il Museo Civico
Nel 1879 Bailo fondò il Museo Civico, allora consistente in una sola sala con qualche lapide romana ritrovata a Treviso. Da quel momento fino allo scoppio della prima guerra mondiale tutta la vita di Luigi Bailo fu spesa nell'attività di ricerca e raccolta di reperti ed opere sia in campo archeologico e storico che in ambito artistico, nell'intento di "salvare tutto quello che della patria ogni dì purtroppo va scomparendo sotto la pressione dei bisogni urgenti della vita, della civiltà, dei capricci della giornata".
Per Bailo, la finalità essenziale di una simile raccolta era formativa e didattica, a favore del pubblico di cittadini bisognosi di buoni modelli da imitare.
Gli aiuti su cui egli poté contare erano esigui, e quasi mai istituzionali. Lo appoggiavano artisti volonterosi e alcuni più ricchi cittadini amanti della cultura. Le iniziative di recupero e raccolta di reperti riposavano spesso solamente sulle possibilità economiche personali dell'abate, utilizzate per acquisti e ricompense ai fornitori.

### L'opera di ricerca e raccolta
Abile catalizzatore di doni al museo (i marmi romani e medievali, i mosaici di Oderzo), Bailo operava prevalentemente entro i confini della Marca trevigiana; tuttavia l'abate accolse con favore anche un ristretto numero di reperti non locali, come i pezzi d'arte magno-greca inviati dal meridione dal trevigiano Pietro Donà.
Pur privilegiando gli elementi locali, non mancò di operare anche nel mercato antiquario e, per quanto gli permettevano le proprie finanze, acquisì al museo marmi romani, greci ed etruschi, per lo più attraverso i mediatori veneziani.
Tuttavia le ricerche e le acquisizioni del primo Museo non risultano essere frutto di un progetto organico predefinito, ma piuttosto il risultato delle contingenti opportunità che si presentavano quotidianamente all'abate e ai suoi collaboratori. Bailo istruì personalmente delle speciali figure, i cd “cercatori”: venditori ambulanti in continuo movimento tra i mercati del trevigiano e delle province limitrofe gli procuravano un notevole numero di reperti. Talvolta però i “cercatori” erano spinti soprattutto dal desiderio delle ricompense elargite e si prestavano così ad una scarsa attendibilità circa i luoghi di ritrovamento dei loro contributi al museo. Illustre esempio di tali incertezze è costituito dai dischi figurativi con Reitia, dea veneta della natura, portati nei primi del Novecento dal merciaio Pietro Artuso detto Madaseta, e solo genericamente dichiarati scoperti a Montebelluna.
Bailo aveva analogamente istruito gli operai impiegati presso le draghe attive lungo il fiume Sile, tra Sant'Antonino e Casier, luoghi di provenienza di alcuni dei manufatti in bronzo presenti al Museo.
Instancabile raccoglitore, seguì con attenzione gli scavi per la nuova rete idrica di Treviso nel 1927-28; in quel biennio vennero alla luce, nella zona di Piazza Vittoria, alcune anfore e svariati frammenti fittili di epoca romana.

### Il Ciclo di Sant'Orsola
Di tutte le azioni dirette alla salvaguardia di preziose testimonianze storico-artistiche, alcune delle quali definite “temerarie”, è da menzionare il recupero degli affreschi del Ciclo delle Storie di sant'Orsola, eseguiti da Tomaso da Modena. L'opera, capolavoro della pittura trecentesca, fu salvata personalmente da Bailo nel 1883: avvedutosi del valore artistico degli affreschi, li staccò dai muri della chiesa di Santa Margherita degli Eremitani, dato che l'edificio, dopo essere stato per molti anni adibito a maneggio militare, rischiava di essere demolito. Fra l'incomprensione e l'indifferenza generali, con pochissimi mezzi a disposizione e attuando empiricamente la tecnica dello stacco, Bailo con l'aiuto dei giovani artisti trevigiani Antonio Carlini e Girolamo Botter riuscì miracolosamente a salvare pressoché integralmente il capolavoro del modenese, trasferendo l'intonaco dipinto su telai lignei mobili. Riuscì così a portare l'intero ciclo delle Storie al sicuro, assieme ad altre pitture della stessa chiesa, per un totale di ben 120 metri quadrati di affresco staccato.
Nella Chiesa Museo di Santa Caterina, a Treviso, dove gli affreschi sono oggi conservati, è infatti possibile osservare sul retro dei telai le annotazioni di pugno del Bailo, che riportano il numero d'ordine dei telai stessi e la firma dell'abate, oltre ad eventuali altre note.

### Gli ampliamenti e la visione museale
Dal 1883, per il gran numero di testimonianze acquisite, si rese necessario per l'abate occupare prima i portici, e poi gli ambienti superiori dell'edificio cinquecentesco retrostante la Biblioteca Comunale.
Quando il Museo aprì al pubblico nel settembre 1888, per l'occasione Bailo fece decorare i porticati del chiostro e alcuni locali superiori dell'ex convento dei Carmelitani con motivi storici tratti dai repertori locali medievali e rinascimentali. Tra il 1909 ed il 1913 continuò tale programma facendo costruire il nuovo fronte laterale in via Caccianiga.
Sorse allora l'idea di creare una rete di istituti collegati: la biblioteca, il museo e gli archivi antichi (contenenti la preziosa massa di documenti del Comune e dei conventi medievali). Bailo gettò così il primo stampo del modello oggi seguito dal complesso dei Musei Civici di Treviso.

### Il Museo dopo la morte
Nonostante Bailo fosse un raccoglitore di straordinario intuito, era privo delle competenze specialistiche inerenti tutto ciò che andava raccogliendo; tuttavia meravigliò i suoi successori il fatto che egli, pur senza poterne avere esatta cognizione, avesse compreso la speciale importanza rivestita dai reperti di età preromana, soprattutto bronzei, emersi nella zona di Montebelluna in scavi occasionali.
Proprio a causa della mancanza nell'abate di conoscenze scientifiche specifiche, all'epoca della sua morte la massa archeologica era rimasta per la più parte inedita, e non aveva ordine scientifico. L'operazione di riordino toccò tra il 1936 ed il 1938 a Luigi Coletti, noto cattedratico e storico dell'arte; in sua presenza la sede museale fu inaugurata il 6 dicembre 1938.

## Opere
Bailo produsse numerosi scritti, conservati in diverse biblioteche della provincia di Treviso, in particolare nella Biblioteca del Seminario Vescovile.
Il suo lavoro più importante fu il Della vita et delle opere di Paris Bordon, di cui è coautore Gerolamo Biscaro. L'opera, che tratta del pittore veneziano Paris Bordone, fu edita nell'anno 1900 da Luigi Zoppelli, antico editore trevigiano, poi divenuto il più noto marchio Longo & Zoppelli che oggi divide la sua attività commerciale tra l'omonima impresa tipografica e l'editore Canova.
Il Bailo dedicò inoltre alcuni studi al Fondaco delle farine di Treviso, fondato nel 1548 per volere del podestà di allora, Giovanni Francesco Salamon, e in seguito soppresso e demolito, di cui sono testimonianza due importanti pubblicazioni: Il capitolare del fondaco delle farine in Treviso, con notizie storiche relative (1892) e Dopo la soppressione del fondaco delle farine in Treviso: appunti di storia annonaria (1903).